# Kathrin Hendrich
Kathrin Hendrich (Eupen, 6 april 1992) is een Duitsland-Belgisch voetbalspeelster. Ze speelt als verdediger voor Chicago Stars FC in de NWSL.

## Clubcarrière
Hendrich werd geboren in Eupen als de dochter van een Belgische moeder en een Duitse vader. Op zevenjarige leeftijd begon ze met voetballen bij FC Eupen 1963. Na vier jaar stapte ze over naar FC Teutonia Weiden in de zomer van 2003. Voorafgaande aan het seizoen 2009/10 verliet ze de club uit Würselen voor Bayer 04 Leverkusen.  Met Leverkusen wist ze te promoveren naar de Bundesliga. In deze competitie maakte Hendrich haar debuut op 15 augustus 2010 in een 9-0 nederlaag tegen FCR 2001 Duisburg. Ze maakte haar eerste doelpunt in de Bundesliga op 25 september 2011 in de 1. FC Lokomotive Leipzig. 
Op 13 februari 2014 maakte Hendrich een transfer naar 1. FFC Frankfurt. Ze tekende een contract tot 30 juni 2016. Met Frankfurt won ze op 14 mei 2015 de Champions League 2014/15.
Voorafgaande aan het seizoen 2018/19 were Hendrich gecontracteerd door FC Bayern München. Voor de Beierse club maakte ze haar debuut op 23 september 2018 in een 4-0 overwinning op MSV Duisburg door in de 76ste minuut in te vallen. Hendrich kwam voor het eerst tot scoren voor FC Bayern München in de zeventiende minuut van een uitwedstrijd tegen SC Freiburg. In de zomer voorafgaande aan het seizoen 2020/21 maakte Hendrich de overstap naar competitierivaal en Duits kampioen VfL Wolfsburg, waar ze een contract tekende tot 30 juni 2022. Na het seizoen 2024/25 liet Hendrich Wolfsburg achter zich en tekende ze een tweejarig contract bij het Amerikaanse Chicago Stars FC.

## Statistieken
| Seizoen | Club                | Land      | Competitie | Wedstrijden | Doelpunten |
| ------- | ------------------- | --------- | ---------- | ----------- | ---------- |
| 2009/10 | Bayer 04 Leverkusen | Duitsland | Bundesliga | 16          | 0          |
| 2010/11 | Bayer 04 Leverkusen | Duitsland | Bundesliga | 22          | 0          |
| 2011/12 | Bayer 04 Leverkusen | Duitsland | Bundesliga | 22          | 1          |
| 2012/13 | Bayer 04 Leverkusen | Duitsland | Bundesliga | 22          | 1          |
| 2013/14 | Bayer 04 Leverkusen | Duitsland | Bundesliga | 22          | 2          |
| 2014/15 | 1. FFC Frankfurt    | Duitsland | Bundesliga | 20          | 0          |
| 2015/16 | 1. FFC Frankfurt    | Duitsland | Bundesliga | 21          | 1          |
| 2016/17 | 1. FFC Frankfurt    | Duitsland | Bundesliga | 22          | 1          |
| 2017/18 | 1. FFC Frankfurt    | Duitsland | Bundesliga | 22          | 2          |
| 2018/19 | FC Bayern München   | Duitsland | Bundesliga | 21          | 1          |
| 2019/20 | FC Bayern München   | Duitsland | Bundesliga | 19          | 2          |
| 2020/21 | VfL Wolfsburg       | Duitsland | Bundesliga | 15          | 2          |
| 2021/22 | VfL Wolfsburg       | Duitsland | Bundesliga | 20          | 2          |
| 2022/23 | VfL Wolfsburg       | Duitsland | Bundesliga | 21          | 0          |
| 2023/24 | VfL Wolfsburg       | Duitsland | Bundesliga | 20          | 0          |
| 2024/25 | VfL Wolfsburg       | Duitsland | Bundesliga | 16          | 0          |
| Totaal  | Totaal              | Totaal    | Totaal     | 322         | 15         |

Laatste update: 12 juni 2025

## Interlandcarrière
Hendrich kon door haar Belgische moeder ook voor België uitkomen, maar koos voor een Interlandcarrière voor Duitsland. Op 24 februari 2014 werd ze voor het eerst opgeroepen voor de Duitse selectie op de Algarve Cup. Hendrich maakte haar debuut op 5 maart 2014 in een 5-0 overwinning op IJsland in Albufeira, door in de 62ste minuut in te vallen voor Lena Goeßling.
Hendrich werd opgeroepen voor het EK 2017 in Nederland door bondscoach Steffi Jones. Duitsland werd uitgeschakeld indoor Denemarken in de kwartfinale. Twee jaar later was Hendrich eveneens van de partij op het WK 2019 in Frankrijk. Hendrich kwam twee wedstrijden op het eindtoernooi in actie en haalde met haar land opnieuw de kwartfinale. 
In 2022 werd Hendrich geselecteerd voor een nieuw eindtoernooi, het EK 2022 in Engeland, door bondscoach Martina Voss-Tecklenburg. Ze was een basisspeelster in elke wedstrijd en haalde de finale. Hier verloor ze van gastland Engeland in een uitverkocht Wembley Stadium. In 2023 was Hendrich ook van de partij op het voor Duitsland weinig succesvolle WK 2023. Op de Olympische Spelen in 2024 wist Hendrich met haar land een bronzen medaille te winnen.